# Péronelle av Thouars
Péronelle av Thouars, född 1330, död 1397, var en fransk vasall. Hon var regerande grevinna av Dreux 1365–1378 och regerande vicegrevinna av Thouars 1370-1397. 
Hon var dotter till vicegreve Ludvig I av Thouars och grevinnan Johanna II av Dreux. 
När hennes bror Simon avled barnlös 1365 ärvde hon grevedömet Dreux efter honom. Hon sålde 1377-78 Dreux till franske kungen. 
Vid hennes fars död 1370 ärvde hon Thouars efter honom. När hon avled barnlös 1397 upplöstes vasallstaten Thouars och övergick till franska kungen. 